# 1815년 프랑스 국민투표
1815년 프랑스 국민투표는 1815년 4월 22일 치러진 프랑스의 국민투표로, 엘바 섬을 탈출한 나폴레옹의 복위와 함께 그에 대해 비판적인 세력과 타협하기 위한 목적으로 발표된 자유주의적 내용의 헌법에 대한 국민투표였다

## 결과
| 제국헌법부가법 | 제국헌법부가법 | 제국헌법부가법 |
| 찬성 또는 반대 | 득표수         | 득표율         |
| -------------- | -------------- | -------------- |
| 찬성           | 1,305,206      | 99.67%         |
| 반대           | 4,206          | 0.33%          |
| 총 득표수      | 1,307412       | 100.00%        |
| 투표율         | 23.54%         | 23.54%         |

## 같이 보기
- 백일천하
- 나폴레옹 1세
- 루이 18세